# Becca Tobin
Rebecca Melise Tobin, (født 18. januar 1986) er en amerikansk skuespiller, sanger og danser.

## Tidlig liv
Becca voksede op i Marietta, Georgia som den yngste af to piger og datter af to advokater. Hun var cheerleader i syvende og ottende klasse, men siger, at det ikke var noget for hende og gik til dans efter det. Hun flyttede skole halvvejs gennem hendes seniorår. Efter at blive overført fra en teaterkunstskole til et andet offentligt, begyndte hun at blive mobbet af piger, der kaldte hende "teater freak" og "nørd". De fortalte hende, at hun aldrig ville blive en succes eller en stjerne,, og en pige truede med at slå hende. Hun fik også hårde tekstbeskeder og hendes eneste ven begyndte at ignorere hende. På grund af mobning, begyndte hun at springe skolearrangementer over,, og fik ikke sin eksamen. Hun støtter anti-mobning og er den kvindelige talsperson for Bullyville. Hun er uddannet fra Wheeler High School i 2004. Hun er elev fra AMDA, en scenekunstcollege.
Tobin er afgangselev fra AV University i juni 2013 efter syv år.

## Privatliv
Hun var i et forhold med Matt Bendik, indtil hans død den 10. juli 2014.
Hun blev forlovet med iværksætter Zach Martin i maj 2016. De giftede sig i en privat ceremoni, forestået af Tobins Glee- medstjerne Jane Lynch, i Jackson Hole, Wyoming den 3. december 2016.